# 劉香萍
劉香萍（英語：Ankie Lau，1958年4月2日—），香港女演員兼製片家，曾經是麗的電視（亞洲電視前身）及無綫電視女藝員。女兒為模特兒兼演員貝安琪。

## 簡歷
劉香萍早年於九龍牛頭角復華村六區及七區成長，有一名胞妹，家人經營籐椅生意。當時原名劉湘萍的劉香萍分別在1960及1970年代就讀庇護十二學校和慕光英文書院。期間，曾擔任校內七個學會的會長。中學畢業出來後，曾於九龍城模範英文中學教授體育科。當時在校受教的學生計有何家勁、葉童等藝人。她後來於1974年入讀邵氏電影最後一期藝員訓練班，同期同學有任達華、廖詠湘等人。1976年入讀麗的電視（亞洲電視前身）第二期藝員訓練班，同期同學包括萬梓良、柳影虹、林國雄及馬敏兒等人。隨即加入麗的電視演出《浪淘沙》、《電視人》、《大丈夫》、《小女人》等電視劇。以《浪淘沙》的出色演出而廣為人知。1978年轉投無綫電視演出《網中人》、《情謎》等電視劇。1980年代初，劉香萍放棄演藝事業，遠至德國杜塞道夫Robert Schumann Hochschule求學並在該地結婚，之後誕下女兒貝安琪。期間曾拍攝該地40多部影視劇。又在1988年創立「劉氏國際影業多媒體公司」發行多部電影。劉香萍及後於1993年至2015年期間獲邀成為上海國際電影節的官方代表，參與選取影片、邀請評審委員、組織上海代表及電影電視考察團等工作。另外，也參加過柏林和康城電影節。
劉香萍分別在在2001年於和2017年登錄在Marquis Who's Who 的名人册上。至2012年，劉香萍接受甘國亮主持的《亞視百人》採訪。同年重返無綫電視客串演出王心慰監製的電視劇集《巨輪》，於劇中與女兒貝安琪合演兩母女。在2017年11月，她在美國獲頒Albert Nelson Marquis Lifetime 成就獎。而現時是香港浸會大學電影系的特邀嘉賓教授，亦是女兒貝安琪的經理人。

## 電視劇（麗的電視）
- 1976年：《浪淘沙》飾 文潔瑩
- 1977年：《電視人》飾 愛薇
- 1978年：《鱷魚淚》
- 1978年：《大丈夫》
- 1978年：《七武器之霸王鎗》
- 1978年：《小女人》
- 1992年：《過氣炒飯》飾 劉亞珠

## 電視劇（無綫電視）
- 1979年：《網中人》飾 方淑媚
- 1979年：《名劍風流》飾 姬玉香
- 1981年：《情謎》飾 馬笑雲
- 2013年：《巨輪》飾 Helen

## 電影
- 1976年：《半斤八兩》
- 1978年：《肥龍過江》飾 洪金寶女友
- 1978年：《狗咬狗骨》
- 1979年：《油脂曱甴》
- 2006年：《傷城》飾 濶太

## 製片作品

### 電影
- 2016年：《一棵心中的許願樹》（导演、编剧）[4]

## 外部連結
- 貝安琪讚劉香萍 中西合璧潮媽
- 劉香萍體育天分融入武打戲（页面存档备份，存于）